# Радіальна симетрія

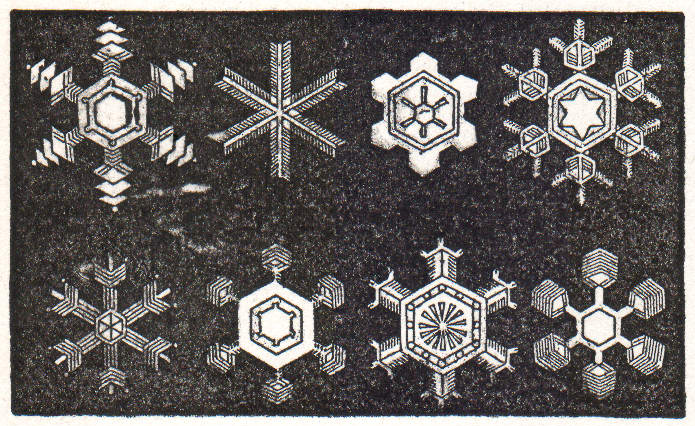
Радіальна симетрія кристалів снігу

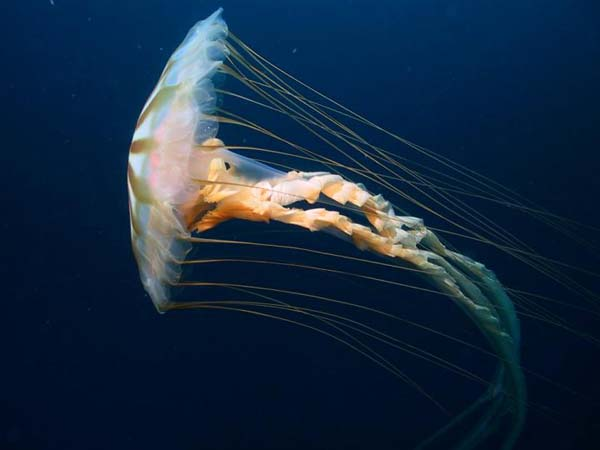
Медуза Chrysaora sp.

Радіальна симетрія — форма симетрії, при якій тіло (або фігура) збігається саме з собою при обертанні об'єкта навколо певної точки або прямої. Часто ця точка збігається з центром симетрії об'єкта, тобто тією точкою, в якій перетинається множина осей двосторонньої симетрії. Радіальну симетрію мають такі геометричні об'єкти, як коло, куля, циліндр або конус.

## Радіальна симетрія у біології
У біології про радіальну симетрії говорять, коли через тривимірну істоту проходять одна або більше осей симетрії. При цьому радіальносиметричні тварини можуть і не мати площин симетрії. Так, у сифонофори Velella є вісь симетрії другого порядку і немає площин симетрії.
Звичайно через вісь симетрії проходять дві або більше площині симетрії. Ці площини перетинаються по прямій — осі симетрії. Якщо тварина буде обертатися навколо цієї осі на певний градус, то вона буде збігатися сама з собою.
Таких осей симетрії може бути кілька (поліаксонна симетрія) або одна (монаксонна симетрія). Поліаксонна симетрія поширена серед найпростіших (наприклад, радіолярій).
Як правило, у багатоклітинних тварин два кінці (полюси) єдиною осі симетрії нерівноцінні (наприклад, у медуз на одному полюсі (оральному) знаходиться рот, а на протилежному (аборальному) — верхівка дзвону. Така симетрія (варіант радіальної симетрії) в порівняльній анатомії називається одноосно-гетеропольною. У двомірній проєкції радіальна симетрія може зберігатися, якщо вісь симетрії спрямована перпендикулярно до проєкційної площини. Іншими словами, збереження радіальної симетрії залежить від кута спостереження.
Радіальна симетрія характерна для багатьох кнідарій, а також для більшості голкошкірих. Серед них зустрічається так звана пентасиметрія, що базується на п'яти площинах симетрії. У голкошкірих радіальна симетрія вторинна: їх личинки двосторонньосиметричні, а у дорослих тварин зовнішня радіальна симетрія порушується наявністю мадрепорових платівки.
Крім типової радіальної симетрії існує двопроменева радіальна симетрія (дві площини симетрії, наприклад, у реброплавів). Якщо площина симетрії тільки одна, то симетрія називається білатеральною (таку симетрію мають двосторонньо-симетричні).
У квіткових рослин часто зустрічаються радіальносиметричні квіти: 3 площині симетрії (Hydrocharis morsus-ranae), 4 площині симетрії (перстач прямий), 5 площин симетрії (дзвіночок), 6 площин симетрії (Colchicum). Квітки з радіальною симетрією називаються актиноморфні, квітки з білатеральною симетрією — зигоморфні.